# Pedro Cayuqueo
Pedro César Cayuqueo Millaqueo (Puerto Saavedra, 28 de diciembre de 1975) es un periodista y escritor chileno de etnia mapuche, autor de la saga Historia secreta mapuche. 

## Biografía
Hijo de Pedro Cayuqueo Huechucoy y Jacinta Millaqueo Mariqueo, es originario de la Reducción Cacique Luis Millaqueo, del sector Ragnintuleufu (en español: «entre ríos»), comuna de Nueva Imperial. Cursó sus estudios primarios y secundarios en el Colegio Santa Clara (actual Colegio San Francisco) de Nueva Imperial. 
Ingresó primero a derecho en la Universidad Católica de Temuco, donde estudió en 1998-1999, y después en la Universidad de La Frontera (2000-2005), de la que egresó como periodista. Ha realizado pasantías en comunicación y derechos indígenas en institutos y universidades de países como Dinamarca, España, México, Bolivia y Canadá.
En Chile sus crónicas y análisis han sido publicados por diversos medios, siendo en la actualidad columnista del diario La Tercera, revista Caras y diario Austral de Temuco. Se ha desempeñado como corresponsal sobre temas indígenas de numerosos medios internacionales.
Cayuqueo es autor de varios libros de periodismo de opinión y de investigación. Fundador y director del Periódico Mapuche Azkintuwe, que circuló durante una década en el sur de Chile y Argentina (dejó de salir en 2013); lo fue también del Periódico MapucheTimes en la ciudad de Temuco.
.

## Trayectoria política
En su etapa universitaria Cayuqueo destacó como un activo dirigente estudiantil mapuche: fue elegido presidente del Hogar Mapuche Pelontuwe de Temuco en tres periodos (1998, 2001 y 2002) y representante de los universitarios mapuche en diversas mesas de trabajo y negociación con el gobierno.
A fines de 1998 fue uno de los miembros fundadores de la Coordinadora Arauco-Malleco (CAM), organización que le correspondió representar en 1999 ante la Comisión de Derechos Humanos de Naciones Unidas en Ginebra, Suiza. A su regreso a Chile en mayo de 1999, el ministro en visita Archivaldo Loyola ordenó su encarcelamiento en Traiguén y lo acusó de usurpación de tierras, robo de madera y encubrimiento, cargos que pesaban sobre los máximos líderes de la CAM. 
Estos procesos legales le costaron la salida de la Escuela de Derecho y ser en diversas ocasiones detenido y recluido en las cárceles de Lebu, Traiguén y Nueva Imperial. Se retiró de la CAM en 2001 tras un quiebre interno en dicha organización junto a los loncos representados por el fundador y ex vocero de la CAM, Víctor Ancalaf Llaupe de Collipulli, retomando sus estudios universitarios y la dirigencia estudiantil. 
En el año 2005, siendo ya director del Periódico Mapuche Azkintuwe, fue uno de los fundadores de la Red de Comunicadores Mapuche y en 2009 se integró a la Coordinadora Latinoamericana de Cine y Comunicación de Pueblos Indígenas (Clacpi), participando en numerosos seminarios y talleres internacionales de periodismo y comunicación indígena. Entre 2008 y 2010 participó en talleres de comunicación para Pueblos Originarios en La Paz, Cochabamba y Santa Cruz de la Sierra en Bolivia.
Miembro fundador del partido político mapuche Wallmapuwen (2005), fue su jefe de Prensa hasta 2010. Entre 2012 y 2015 formó parte del Consejo Consultivo del Instituto Nacional de Derechos Humanos (INDH), siendo además vicepresidente de la Corporación de Profesionales Mapuche Enama. También ha sido miembro del directorio del Centro de Estudios Espacio Público. El 4 de mayo de 2013 fue uno de los fundadores del movimiento Marca AC, que buscaba redactar una nueva constitución para Chile mediante el establecimiento de una asamblea constituyente.
En 2021 fue candidato a la Convención Constitucional por el Distrito 7 de la Región de Valparaíso, no resultando electo.

## Obras
- Solo por ser indios, Catalonia, Santiago, 2012
- La voz de los lonkos, Catalonia, Santiago, 2013
- Esa ruca llamada Chile, Catalonia, Santiago, 2014
- Huenchumilla. La historia del hombre de oro, Catalonia, Santiago, 2015
- Solo por ser indios, Edición Argentina. Catalonia / Del Nuevo Extremo, Buenos Aires, 2016
- Fuerte Temuco, Catalonia, Santiago, 2016
- Historia secreta mapuche, Catalonia, Santiago, 2017
- Porfiada y rebelde es la memoria, Catalonia, Santiago, 2018
- Historia secreta mapuche, Edición Argentina. Catalonia / Del Nuevo Extremo, Buenos Aires, 2019
- Historia secreta mapuche 2, Catalonia, Santiago, 2020
- The Wallmapu, Catalonia, Santiago 2021

## Historial electoral

### Elecciones de convencionales constituyentes de 2021
- Elecciones de convencionales constituyentes de 2021, para convencional constituyente por el distrito 7 (Algarrobo, Cartagena, Casablanca, Concón, El Quisco, El Tabo, Isla de Pascua, Juan Fernández, San Antonio, Santo Domingo, Valparaíso, Viña del Mar)[5]

| Candidato                  | Pacto               | Partido | Votos  | %    | Resultados   |
| -------------------------- | ------------------- | ------- | ------ | ---- | ------------ |
| Jaime Bassa Mercado        | Apruebo Dignidad    | ILYQ    | 43 507 | 13.1 | Convencional |
| Jorge Arancibia Reyes      | Vamos por Chile     | ILXP    | 21 523 | 6.5  | Convencional |
| Camila Zárate Zárate       | La Lista del Pueblo | ILZN    | 18 939 | 5.7  | Convencional |
| Agustín Squella Narducci   | Lista del Apruebo   | ILYB    | 17 710 | 5.3  | Convencional |
| Tania Madriaga Flores      | La Lista del Pueblo | ILZN    | 15 017 | 4.5  | Convencional |
| Raúl Celis Montt           | Vamos por Chile     | RN      | 13 733 | 4.1  | Convencional |
| Tomás Lagomarsino Guzmán   | La Lista del Pueblo | ILZN    | 12 614 | 3.8  |              |
| Luis Cuello Peña y Lillo   | Apruebo Dignidad    | PCCh    | 12 199 | 3.7  |              |
| Juan Rodríguez Oyarzún     | Vamos por Chile     | ILXP    | 12 075 | 3.6  |              |
| Cristián Bellei Carvacho   | Apruebo Dignidad    | ILYQ    | 9802   | 3.0  |              |
| Constanza Valdés Contreras | Apruebo Dignidad    | COM     | 6634   | 2.0  |              |
| Hotuiti Teao Drago         | Vamos por Chile     | ILXP    | 4974   | 1.5  |              |
| Pedro Cayuqueo Millaqueo   | Lista del Apruebo   | ILYB    | 4761   | 1.4  |              |
| María José Oyarzún Solís   | Apruebo Dignidad    | RD      | 2584   | 0.8  | Convencional |

## Premios
- Premio del Colegio de Periodistas de Chile 2011
- Premio al Periodismo Iberoamericano Samuel Chavkin 2013 (North American Congress on Latin America y la Universidad de Nueva York)
- Premio Municipal de Literatura De Santiago, categoría mejor obra de no ficción 2018